# ARP-Gruppe
Die ARP-Gruppe (Eigenschreibweise ohne Bindestrich) mit Hauptsitz in Rotkreuz ZG (Schweiz) ist ein international tätiger IT-Dienstleister für Geschäftskunden (hauptsächlich Mittelständler und solche im Public Sector) mit Niederlassungen in der Schweiz, Deutschland, Österreich, Frankreich, den Niederlanden und Belgien. In Deutschland hat die ARP GmbH ihren Sitz in Dietzenbach, Hessen. Seit 2004 gehört die ARP-Gruppe zur Bechtle AG und ist damit ihr Tochterkonzern.

## Portfolio
Die ARP-Gruppe ist im IT E-Commerce Segment der Bechtle AG tätig. Zum Portfolio-Umfang gehören IT-Hardware und Software, Services und Lösungen. Die ARP-Gruppe bietet maßgeschneiderte Lösungen im Bereich Workplace (Printing, Client und Enterprise Mobility), Digital Signage Lösungen zur modernen Kommunikation, Networking, Storage und Security, bis hin zur Vereinfachung von Beschaffungsprozessen durch eProcurement-Lösungen.

## Geschichte
Als Vorläufer des Unternehmens wurde 1988 innerhalb der ARP AG (Schweizer Zulieferer für Industrieprodukte) eine neue Abteilung namens Datacon gegründet, welche standardisiertes EDV-Zubehör per Katalog anbot. Nach nur einem Jahr wurden 1989 erstmals Produkte unter dem Markennamen ARP vertrieben. Aus der Abteilung Datacon entstand 1990 die eigenständige ARP Datacon AG mit Sitz in Rotkreuz. Im gleichen Jahr folgte mit der Gründung der ARP Datacon GmbH in Dietzenbach die Expansion nach Deutschland. 1990 wurde erstmals eine Einkaufsgesellschaft in Taipeh (Taiwan) gegründet mit dem Ziel, Produkte für die ARP-Eigenmarke auf direktem Wege beim Produzenten beschaffen zu können. 1992 wurde der erste Call-Center gegründet, um noch mehr Kundennähe zu schaffen. 1995 wurde die Expansion fortgesetzt mit der Eröffnung einer österreichischen Niederlassung in Wiener Neudorf. 1999 eröffnete ARP seinen ersten Online-Shop.
Zum 1. Januar 2004 verkaufte der Gründer und alleinige Firmeninhaber der ARP, Alex Häusler, sein Unternehmen an die deutsche Bechtle. Zu diesem Zeitpunkt arbeiten insgesamt 220 Mitarbeiter in den Gesellschaften der ARP-Gruppe und der erwartete Umsatz für das Jahr 2003 lag bei 135 Millionen Euro.
Mit der Übernahme der Artikona Holding in den Niederlanden expandierte die ARP-Gruppe am 1. Januar 2006 erstmals in ein nicht deutschsprachiges Land. Des Weiteren förderte die ARP-Gruppe seine Kundennähe erneut, indem es Account Management anwandte, im Sommer selben Jahres übernahm die ARP-Gruppe die Masy micro advantage system in Renens (Vaud). Ein Jahr später folgte die Gründung der ARP France in Courtaboeuf Cedex bei Paris.
Der Zusatz «Datacon» wurde 2011 aus dem offiziellen Firmennamen gestrichen. Im selben Jahr erhält ARP von Apple den offiziellen Status „Authorised Apple Reseller“. 2013 beschäftigt die ARP-Gruppe über 250 Mitarbeiter. Offizielle Umsatzzahlen werden nicht kommuniziert, für die ARP Schweiz schätzt die Handelszeitung den Umsatz im Jahr 2012 auf 95 Millionen Schweizer Franken.
Die jüngste Expansion erfolgt 2014 mit der Gründung der ARP NV in der belgischen Stadt Nerpelt. Seitdem sind die ARP-Marken europaweit in 6 Ländern und in Taiwan vertreten. 2014 gewinnt die ARP-Gruppe den Swiss E-Commerce Award in der Kategorie Business-to-Business (B2B).

## Verkaufskanäle
Die ARP-Gruppe fokussiert sich auf den Vertrieb über die Cross-Channel Kanäle. So vertreibt die ARP ihre Waren über das Account Management und die Online-Shops. Am Hauptsitz in Rotkreuz unterhält das Unternehmen ein eigenes Lager, über das ein Großteil der Logistik für die Schweiz abgewickelt wird. Die Logistik in den übrigen Ländern läuft über die Muttergesellschaft Bechtle. Ebenfalls in Rotkreuz hat die ARP-Gruppe ihr einziges Ladengeschäft bis Ende 2016 betrieben. Dieses wurde geschlossen, da der Absatzmarkt online dominierte.

## Dienstleistungen
Neben dem Handel mit IT-Hardware, Software und der Eigenmarke bietet die ARP-Gruppe auch verschiedene Dienstleistungen im IT-Bereich an. Dazu gehören unter anderem Online-Beschaffungslogistik, C-Artikel- und Druckerverwaltung, Dienstleistungen für mobile Geräte und die Herstellung und der Vertrieb von personalisierbaren Werbeartikeln mit IT-Bezug.